# Diener Dénes Rudolf
Diener-Dénes Rudolf (más forrásokban: Diener-Dénes Rezső) (Nyíregyháza, 1889. január 28. – Budapest, 1956. augusztus 3.) magyar festő.

## Életpályája
Diener Márton pincér és Klein Pepi fia. Inasévei után Budapesten és Nagybányán tanult Ferenczy Károlynál (1909–1910). 1912-től volt kiállitő művész. 1916-ban tért haza bécsi tanulmányútjáról. 1917-ben Iványi-Grünwald Béla, 1918-ban Rippl-Rónai József iskolájában tanult. 1919-ben a nyergesújfalui és a kecskeméti művésztelepen dolgozott. 1924-ben Párizsba utazott, ahol a modern francia művészettel foglalkozott 1931-ig. 1925-ben Kölnben és Párizsban, 1931-ben több alkalommal Szentendrén is járt. 1945 után Budapesten, Szentendrén, Zsennyén és Sárospatakon is dolgozott. Halálát szívkoszorúverőér-elkeményedés és -szűkület, magas vérnyomás okozta.

## Magánélete
Felesége Salamon Berta volt, akit 1929. április 9-én Párizsban vett nőül.

## Kiállításai

### Egyéni
- 1924, 1931, 1934, 1937, 1942, 1948, 1968 Budapest
- 1925, 2003 Párizs
- 1933 Kassa
- 1982 Szentendre
- 1989 Kaposvár

### Csoportos
- 1910, 1915, 1917-1918, 1920, 1922, 1924-1925, 1929-1957, 1960, 1964-1965, 1968, 1996 Budapest
- 1936 Bécs
- 1937 Oslo
- 1948 London
- 1951-1953, 1956, 1963, 1968 Szentendre
- 1963 Baja
- 1968 Kecskemét
- 1969, 1997 Nyíregyháza
- 1972 Bukarest
- 1973 Pécs
- 1996 Zalaegerszeg

## Művei
- Önarckép (1920)
- Szentendre (1932-1933)
- Szentendrei utca (1938)
- Enteriőr (1938)
- Kislány virággal (1941)
- Csendélet

## Díjai
- Lipótvárosi Kaszinó díj (1934)
- a Szinyei Társaság Tájkép-díja (1937)
- Nemes Marcell-díj (1937)
- a Szinyei Társaság Nagydíja (1946)
- kultuszminisztériumi munkajutalom (1948)
- Pro Arte-díj (1949)
- Művészeti Tanács emlékplakett (1949)
- II. kerületi Magyar Szovjet Baráti Társaság díja (1952)